# Tołstopalcewo (stacja kolejowa)
Tołstopalcewo (ros. Толстопальцево) – stacja kolejowa w miejscowości Moskwa, w Rosji. Położona jest na linii Moskwa – Briańsk – Kijów. Stacja Średnicy Kałużsko-Niżegorodskiej – linii moskiewskiej kolei aglomeracyjnej.

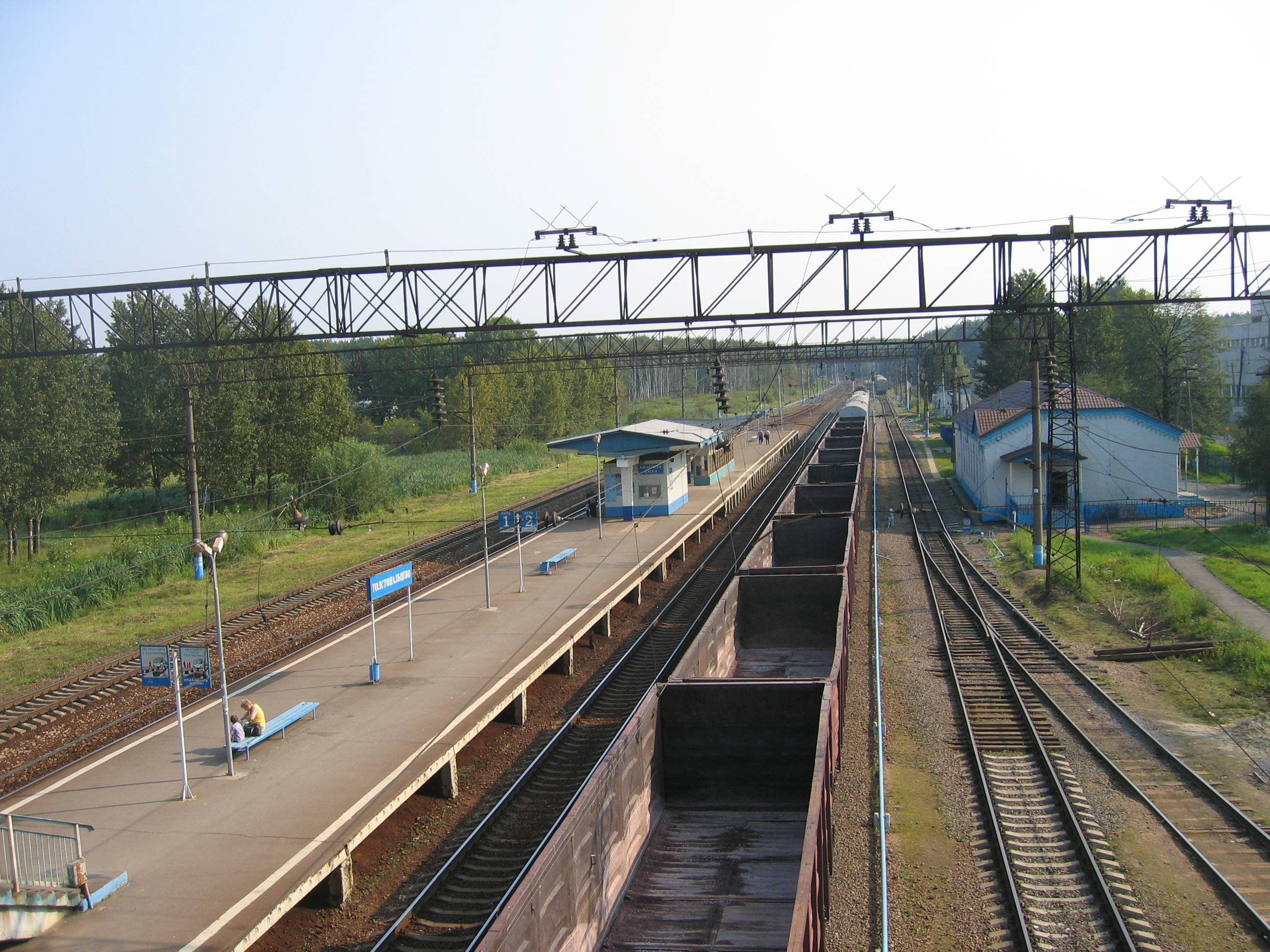
Stacja przed przebudową